# Kościół św. Macieja Apostoła w Klwowie
Kościół Świętego Macieja Apostoła w Klwowie – rzymskokatolicki kościół parafialny należący do dekanatu drzewickiego diecezji radomskiej. Jest jedynym rejestrowanym zabytkiem wsi.

## Historia
Świątynia została zbudowana w 1491 roku jako częściowo murowana, dzięki staraniom ówczesnego proboszcza, księdza Stanisława Bogatkę z Bogatki. Budowla została odrestaurowana w 1868 roku. W czasie I wojny światowej uległa spaleniu. Odbudowana i rozbudowana została w latach 1926-1931 według projektu architekta Kazimierza Prokulskiego z Radomia i dzięki wysiłkom oraz staraniom parafian i proboszcza księdza Wincentego Wróbla. 

## Architektura i wyposażenie

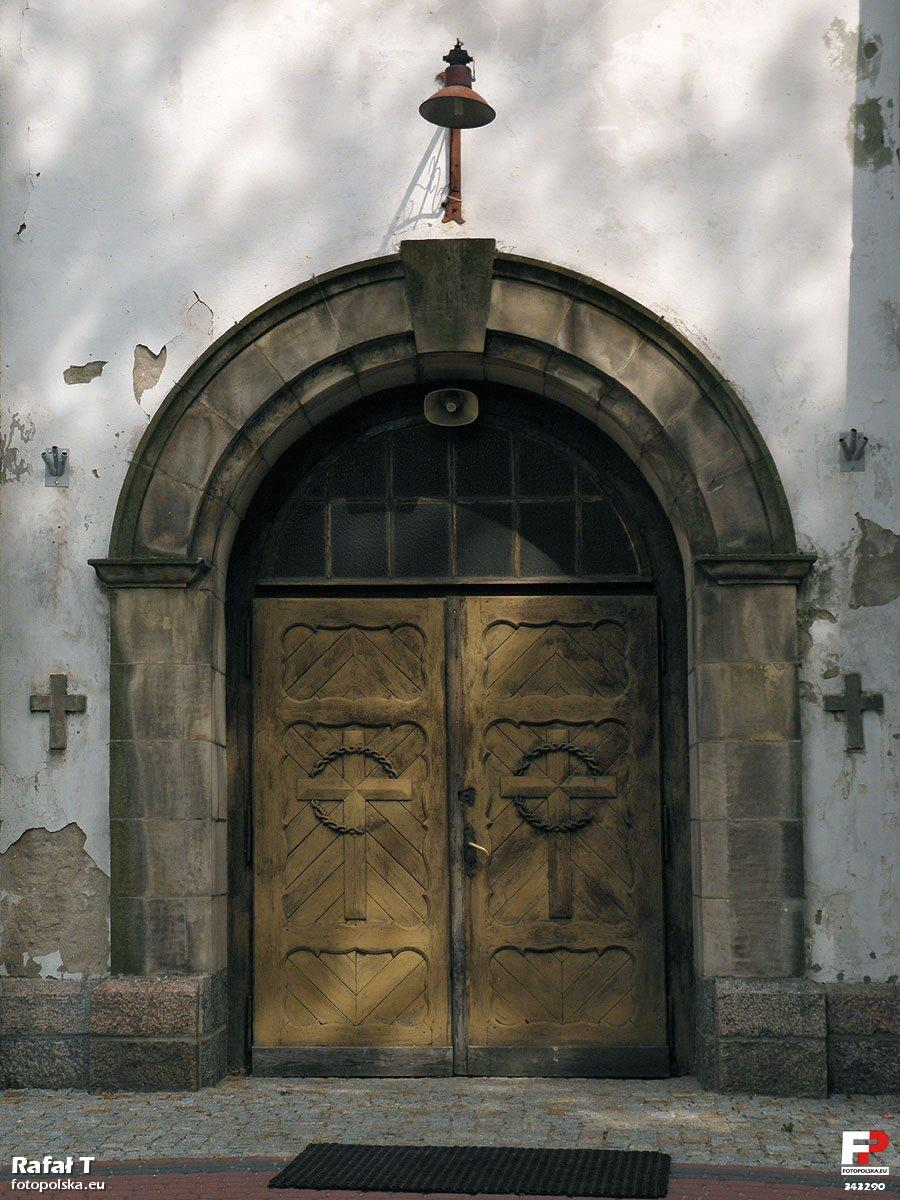
Wejście główne

Z dawnej budowli pozostało prezbiterium, mury kaplic bocznych i częściowo zakrystii. Obecnie jest to kościół o trzech nawach, bazylikowy, murowany i otynkowany, posiadający wieżę od strony zachodniej. Prezbiterium zostało wzniesione w stylu gotyckim, natomiast nawa i boczne kaplice reprezentują styl neobarokowy. Wyposażenie świątyni zostało wykonane w stylu barokowym. Ołtarz główny, drewniany pochodzi z kościoła popijarskiego w Radomiu. Znajduje się w nim obraz Matki Bożej Częstochowskiej. W nawie, po stronie Ewangelii jest umieszczony ołtarz, posiadający stary obraz Matki Bożej Różańcowej, a na zasuwie obraz św. Antoniego. Po przeciwnej stronie nawy jest umieszczony ołtarz posiadający obraz św. Anny. Kaplica od strony północnej została ufundowana w 1750 roku przez Stanisława Świdzińskiego. Kaplica od strony południowej została ufundowana w 1637 roku przez Seweryna Kurdwanowskiego.